# Веллінгтон Санчес
Веллінгтон Санчес (ісп. Wellington Sánchez, нар. 19 червня 1974, Амбато) — еквадорський футболіст, що грав на позиції півзахисника. Виступав, зокрема, за клуб «Емелек», а також національну збірну Еквадору.

## Клубна кар'єра
Незважаючи на те, що Веллінгтон з дитинства вболівав за «Макару», у дорослому футболі він дебютував 1992 року виступами за команду клубу «Текніко Універсітаріо» (команді з міста, в якому народився), в якій провів один сезон, взявши участь у 41 матчі чемпіонату. Наступний рік провів у клубі «Універсідад Католіка» (Кіто), після чого перейшов до «Депортіво Ель Насьйональ». Разом з командою виграв національний чемпіонат 1996 року. У 1994 році отримав дебютний виклик до національної збірної Еквадору. У 1998 році перейшов до клубу «Нью-Йорк Метростарс», але через травми не зміг у ньому стати основним гравцем (провів 12 поєдинків та відзначився 1 голом). Тому вже наступного, 1999, року повернувся на батьківщину, де став гравцем «Емелека», в складі якого двічі став чемпіоном (2001, 2002). У 2001 році став фіналістом Північноамериканського кубку. Відіграв за гуаякільську команду наступні п'ять сезонів своєї ігрової кар'єри. Більшість часу, проведеного у складі «Емелека», був основним гравцем команди. У 2005 році повернувся до складу «Депортіво Ель Насьйональ», у складі «армійців» у 2005 та 2006 роках ставав переможцем національного чемпіонату.
Протягом 2005—2016 років захищав кольори клубів, «Індепендьєнте Хосе Теран», «Аукас», «Мусук Руна» та «Текніко Універсітаріо».
Завершив професійну ігрову кар'єру у клубі «Ольмедо», за команду якого виступав протягом 2016—2016 років.

## Виступи за збірну
21 вересня 1994 року дебютував у складі національної збірної Еквадору у товариському поєдинку проти Перу (0:0). Останній матч у футболці національної збірної провів у 2004 році. Протягом кар'єри у національній команді, яка тривала 11 років, провів у формі головної команди країни 44 матчі, забивши 3 м'ячі.
У складі збірної був учасником розіграшу Кубка Америки 1997 року у Болівії, розіграшу Кубка Америки 1999 року у Парагваї, розіграшу Кубка Америки 2001 року у Колумбії, розіграшу Золотого кубка КОНКАКАФ 2002 року у США, чемпіонату світу 2002 року в Японії і Південній Кореї.

## Досягнення
- Серія A (Еквадор)
  -  Чемпіон (4): 1996, 2001, 2002, 2006

- Другий дивізіон чемпіонату Еквадору
  -  Чемпіон (1): 2012